# NGC 5054
NGC 5054 est une galaxie spirale située dans la constellation de la Vierge. Sa vitesse par rapport au fond diffus cosmologique est de 2 057 ± 22 km/s, ce qui correspond à une distance de Hubble de 30,3 ± 2,2 Mpc (∼98,8 millions d'al). NGC 5054 a été découverte par l'astronome britannique William Herschel en 1785.
La classe de luminosité de NGC 5054 est II-III et elle présente une large raie HI. La luminosité de la galaxie NGC 5054 dans l'infrarouge lointain (de 40 à 400 µm)  est égale à 2,19 × 1010 {\displaystyle L_{\odot }} (1010,34{\displaystyle L_{\odot }}) et sa luminosité totale dans l'infrarouge (de 8 à 1 000 µm) est de 2,88 × 1010 {\displaystyle L_{\odot }} (1010,46{\displaystyle L_{\odot }}).
À ce jour, 22 mesures non basées sur le décalage vers le rouge (redshift) donnent une distance de 16,818 ± 3,676 Mpc (∼54,9 millions d'al), ce qui est loin à l'extérieur des valeurs de la distance de Hubble. Puisque cette galaxie est relativement rapprochée du Groupe local, cette distance est probablement plus près de sa distance réelle que la distance de Hubble. Notons que c'est avec la valeur moyenne des mesures indépendantes, lorsqu'elles existent, que la base de données NASA/IPAC calcule le diamètre d'une galaxie et qu'en conséquence le diamètre de NGC 5054 pourrait être d'environ 46,3 kpc (∼151 000 al) si on utilisait la distance de Hubble pour le calculer.

## Morphologie
NGC 5054 a été utilisée par Gérard de Vaucouleurs comme une galaxie de type morphologique SA(s)bc dans son atlas des galaxies,.
Eskridge, Frogel et Pogge ont publié un article en 2002 décrivant la morphologie de 205 galaxies spirales ou lenticulaires rapprochées. Les observations ont été réalisées dans la bande H de l'infrarouge et dans la bande B (le bleu). Selon Eskridge et ses collègues, NGC 5054 est de type Sc dans la bande B et de type SABc dans la bande H. Le noyau rond et brillant de NGC 5054 est traversé par une barre. Les isophotes externes du bulbe sont elliptiques. Le disque interne ne présente pas de structure spirale. Au-delà, il y a un motif en spirale à trois bras imposant et proéminent. Les bras sont tous bien définis et présentent de nombreux noeuds où il y a formation d'étoiles. Les points d'origine des bras sont espacés d'environ 120°. IL n'y a donc aucune preuve que cette galaxie ait deux bras principaux et un bras anormal. Le bras N/NE montre l'angle d'inclinaison le plus raide, mais tous sont assez lâches. On peut suivre les trois bras jusqu'à leur luminosité la plus faible sur environ 120°, mais au-delà le bras N/NE montre une luminosité de surface assez faible.

## Supernova
La supernova 2014A a été découverte dans NGC 5054 le 1er janvier 2014 dans le cadre du programme LOSS (Lick Observatory Supernova Search) de l'observatoire Lick. Cette supernova était de type IIP.